# Teucholabis laetifica
Teucholabis laetifica är en tvåvingeart som beskrevs av Alexander 1948. Teucholabis laetifica ingår i släktet Teucholabis och familjen småharkrankar.
Artens utbredningsområde är Peru. Inga underarter finns listade i Catalogue of Life.